# Parafia św. Kazimierza w Putryszkach
Parafia św. Kazimierza w Putryszkach – rzymskokatolicka parafia znajdująca się w Putryszkach, w diecezji grodzieńskiej, w dekanacie Grodno-Wschód, na Białorusi.

## Historia
Katolicy z Putryszek należeli do parafii Znalezienia Krzyża Świętego w Grodnie. Od 1997 w miejscowym klubie msze święte odprawiał proboszcz parafii śś. Apostołów Piotra i Pawła w Hoży ks. Antoni Somiło.
21 sierpnia 2000 biskup grodzieński Aleksander Kaszkiewicz erygował parafię w Putryszkach. W 2001 ks. Somiło zainicjował budowę drewnianego kościoła, który rozpoczął pełnienie swojej funkcji w 2003.